# Прем'єр-ліга (Занзібар)
Занзібарська Прем'єр-ліга (англ. Zanzibar Premier League) — найвище футбольне змагання на Занзібарі, створене у 1929 році, з 2004 року турнір проводиться під егідою КАФ.
Переможець чемпіонату отримує путівку до Ліги чемпіонів КАФ.

## Переможці попередніх років
- 1929-58 : Невідомо
- 1959 : Малінді
- 1960-63 : Невідомо
- 1964 : Малінді
- 1965-80 : Невідомо
- 1981 : Уджамаа
- 1982 : Уджамаа
- 1983 : Смолл Сімба
- 1984 : КМКМ  [*]
- 1985 : Смолл Сімба
- 1986 : КМКМ
- 1987 : М'ємбені
- 1988 : Смолл Сімба
- 1989 : Малінді  [*]
- 1990 : Малінді
- 1991 : Смолл Сімба
- 1992 : Малінді  [*]
- 1993 : Шенгені
- 1994 : Шенгені
- 1995 : Смолл Сімба
- 1996 : Мландеж
- 1997 : Мландеж
- 1998 : Мландеж
- 1999 : Мландеж
- 2000 : Кіпанга
- 2001 : Мландеж
- 2002 : Мландеж
- 2003 : Джамгурі
- 2004 : КМКМ
- 2005 : Полісі
- 2006 : Полісі
- 2007 : М'ємбені
- 2008 : М'ємбені
- 2009 : Мафунзо
- 2010 : Занзібар Оушин Вайв
- 2011 : Мафунзо
- 2012 : Супер Фелкон
- 2012/13: КМКМ
- 2013/14: КМКМ
- 2014/15: Мафунзо
- 2015/16: Зімамото
- 2016/17: ЖКУ
- 2017/18: ЖКУ
- 2018/19: КМКМ
- 2019/20: Мландеж
- 2020/21: КМКМ
- 2021/22: КМКМ
- 2022/23: КМКМ
- 2023/24: ЖКУ

[*] У ці роки представник Занзібару також виграв Прем'єр-лігу Танзанії.

## Титули по клубам
| Клуб                | Чемпіон | Роки чемпіонств                    |
| ------------------- | ------- | ---------------------------------- |
| Мландеж             | 6       | 1996, 1997, 1998, 1999, 2001, 2002 |
| Смолл Сімба         | 5       | 1983, 1985, 1988, 1991, 1995       |
| КМКМ                | 5       | 1984, 1986, 2004, 2013, 2014       |
| Малінді             | 5       | 1959, 1964, 1989, 1990, 1992       |
| М'ємбені            | 3       | 1987, 2007, 2008                   |
| Мафунзо             | 3       | 2009, 2011, 2015                   |
| Уджамаа             | 2       | 1981, 1982                         |
| Шенгені             | 2       | 1993, 1994                         |
| Полісі              | 2       | 2005, 2006                         |
| Кіпанга             | 1       | 2000                               |
| Джамгурі            | 1       | 2003                               |
| Занзібар Оушин Вайв | 1       | 2010                               |
| Супер Фелкон        | 1       | 2012                               |
| Зімамото            | 1       | 2016                               |
| ЖКУ                 | 1       | 2017                               |

## Найкращі бомбардири
| Сезон | Гравець         | Клуб  | Голи |
| 2005  | Джозеф Малік    | Тембо | 8    |
| 2008  | Бакарі Мохаммед | Мунду | 10   |
| 2009  | Мфаньєдже Муса  | Мунду | 14   |

## Інші клуби ліги
- Ухам'яджі